# 別洛耶湖 (普斯托什卡區)
56°26′27″N 29°01′43″E / 56.44083°N 29.02861°E
別洛耶湖（俄语：Белое），是俄羅斯的湖泊，位於該國西北部，由普斯科夫州負責管轄，處於普斯托什卡區，面積1.8平方公里，海拔高度135米，集水區面積18.84平方公里，平均水深9.5米，最大水深23米。